# Junona
Junona je glavna božica rimske mitologije. Njezin je grčki pandan Hera, božica braka i kraljica bogova kod Grka.
Junonino ime potječe od indoeuropskog korijena yeu, što znači "temeljna snaga". Također je moguće da dolazi od imena drugih božica majki. Junonu su često nazivali "volooka", jer je imala krupne, tamne oči. Međutim, to nije bio pogrdan naziv, nego vrlo sofisticiran kompliment.
Obiteljsko stablo Junone je slično onom Herinom u grčkoj mitologiji. Kćer je Saturna, sina Cela i Terre, koji je progutao svako svoje dijete. Majka joj je Ops, Saturnova sestra. Junonine sestre su Vesta i Cerera, Jupiterova ljubavnica, a braća su joj Neptun, Pluton i Jupiter - on joj je i muž. Jupiteru je rodila Vulkana i Marsa.
Junonu simbolizira ptica paun, upravo zbog "očiju" na svome repu. Junonu nisu smatrali tako ljubomornom suprugom, kao što su Heru smatrali Grci.